# 이주형 (배우)
이주형(1995년 12월 2일 ~ )은 대한민국의 배우이자 모델이다.

## 출연작

### 드라마
- 《애간장》 (2018년, OCN) - 추근덕 역
- 《마담 앙트완》 (2016년, JTBC) - 원지호 역[3]
- 《내일도 칸타빌레》 (2014년, KBS2) - 구선재 역[4]

### CF
- 잭앤질

### 영화
- 기생충 (2019) - 단역